# 陸麗
陸麗（？—465年6月25日），鲜卑姓步六孤氏，鮮卑名可能是伊□，封平原王，谥号简，是鲜卑政权北魏文成帝一朝的高官，官至司徒、侍中。

## 生平
陸麗的父亲陸俟是北魏太武帝时的将军，曾成功劝得匈奴叛将蓋吳的两位叔父将蓋吳杀害并归降（太平真君七年（446年））。陸麗本人在御林军效力，太武帝相信他的忠诚和审慎，封他为章安子，不久又任他为南部尚书。
正平二年（452年）二月，宦官中常侍宗爱弑太武帝，立皇子南安王拓跋余为帝，但十月又将其弑杀。当月，陸麗和羽林郎中刘尼、殿中尚书源贺、长孙渴侯发动政变，源贺与长孙渴侯严兵守卫，刘尼与陆丽于禁苑中迎立故太子拓跋晃之子拓跋濬，陆丽抱拓跋濬于马上单骑入京城，源贺开门放入，于是立拓跋濬为文成帝，推翻宗爱。文成帝因此很信任他，以他在朝臣中迎立之功第一，赐爵平原王。陸麗拒绝了，说自己的功劳没有父亲大，父亲尚且没有封王，故不敢居父亲之上。于是文成帝封陸俟为东平王。陸麗仍然拒绝封王，但文成帝没有接受，并封其妻为王妃。陆丽等参与迎立者都受到重赏，只有中书侍郎、领著作郎高允虽参与却未被赏赐，但高允终身不言此事。
北京大学中国古代史研究中心教授罗新认为《北史·卷五·高宗纪》记载文成帝兴安元年十一月甲申（452年12月6日）“皇妣薨”，推测是陆丽等人确立魏文成帝时，即遵守子贵母死之制杀死了文成帝母郁久闾氏。
文成帝早期，高官间出现权力争斗，先前在十一月，太宰、都督中外诸军事、录尚书事拓跋寿乐、尚书令加仪同三司长孙渴侯都因争权被赐死，太尉张黎、司徒古弼被黜，陸麗却没有受到损害，最终成为争斗的胜利者之一，于十二月被任为抚军大将军、司徒。陸麗喜好文学研究，经常教学生们学习文学。曾与内都大官拓跋素议定皇子名，得文成帝认可。同时，他也因为孝敬父亲而受到赞扬。太安三年，平尚书事。四年（458年）三月，当时北魏百官没有俸禄，刚被提拔为中书令的高允让诸子樵采养活自己，陆丽上奏高允家贫，文成帝怒道：“公为什么以前不说？现在看朕用他了，就说他贫穷了？”来到高允家，见了高允贫穷之状，叹息，赐钱帛粟米，拜高允长子高悦为长乐太守。当月，陸俟去世后，陸麗因哀伤而病倒了。
文人陈奇被诬陷作谤书，陆丽知道他冤枉，拖延案情希望他得到宽宥，但陈奇还是被判罪处死并殃及家人。太安年间，京师禁酒，乐部郎胡长命妻张氏因婆婆王氏年老患病，私自酿酒为婆婆治病，被有司治罪，婆媳二人争相领罪称酒是自己所酿，主司不知如何判决。陆丽上奏案情，文成帝认为是义举，赦免了婆媳二人。
和平二年，魏文成帝南巡，从定州前往邺城，三月丁巳朔（461年3月27日），魏文成帝在灵丘亲自射箭越过山峰，陆丽作为51名内侍官之一跟随参与了这次南巡，题名中称之为“侍中、抚军大将军、太子太傅、司徒公、平原王步六孤伊□”，在51名内侍官中排在第1位。
和平六年（465年）四月，太白星犯五诸侯。占星者说“有专杀诸侯者”。五月，文成帝驾崩，子献文帝继位。政权很快落入侍中、车骑大将军乙渾手中，尚书杨保年、平阳公賈愛仁、南阳公張天度等高官都被他所杀。这时，陸麗身为侍中、司徒，因病正在代郡（在今河北张家口）温泉疗养。乙渾以皇帝的名义派司卫监穆多侯召他来都城平城。穆多侯警告他，乙渾残暴且怀无君之心，而他是众人所望，要他别急着回京，应该缓行，再图乙浑。陸麗拒绝了，说听到皇帝驾崩就应该立即不惧灾祸地回京参加葬礼，并急忙赶到平城。回京后，他立即就乙渾的不法行为与其发生争执，果然和穆多侯一同被乙渾所诛杀。天安元年（466年）二月，冯太后推翻乙渾，以礼陪葬陸麗于金陵。

## 姓氏和名字
北京大学中国古代史研究中心教授罗新认为，陆丽的姓氏步六孤也就是Bilge，据说本意是“智慧”。文成帝南巡碑碑阴随驾官员题名中，陆丽排第一位：“侍中抚军大将军太子太傅司徒公平原王步六孤伊□”，最后一字损泐不可辨识，应该是“利”或“丽”，伊利或伊丽，即El/Ll，是阿尔泰世界极为常见的人名，罗新认为陆丽的本名应该是Bilge El或Bilge Ll。

## 家庭

### 妻妾
- 杜氏，生陸定國
- 张黄龙，本为拓跋晃宫人，生陸叡

### 子
- 陸定國，封东郡王（将平原王爵位让于其弟陸叡），一度坐事被免官爵为兵，[31]后复王爵，卒于太和八年（484年），谥庄
- 陸叡，字思弼，袭平原王，太和十六年（492年）上疏提及先父拥立文成帝之功，得追录，封钜鹿郡开国公。[10][12][13]十九年（495年）因谋逆被赐死，妻子免死，徙辽西郡